# Ugia sestia
Ugia sestia är en fjärilsart som beskrevs av Holland 1894. Ugia sestia ingår i släktet Ugia och familjen nattflyn. Inga underarter finns listade i Catalogue of Life.